# När jag blundar
När jag blundar (рус. Когда я закрываю глаза) — песня, с которой исполнительца Пернилла Карлссон представила Финляндию в первом полуфинале на конкурсе песни «Евровидение» 22 мая 2012 года в Баку.
Песня стала победителем отборочного тура 2012 года, который состоялся 25 февраля 2012 года в Хельсинки.
Слова песни на шведском языке и музыку написал брат певицы — Йонас Карлссон. Баллада была написана для матери ко дню её рождения.

## Евровидение 2012
Мнения музыкальных продюсеров и критиков в Финляндии по поводу шансов песни и исполнительницы в целом на победу разделились. Так эксперт YLE Тарья Нярхи заявила, что песня отражает современные веяния в популярной финской музыке, но маловероятно, что она пройдёт в финал конкурса:

— Я была бы рада увидеть Перниллу в финале конкурса, но проблема в том, что в этом году конкуренцию составляет множество исполнительниц баллад с сильными голосами и более драматичными композициями. Финская баллада не подходит под категорию драматичной — она красивая и идёт из самого сердца.
Композиция När jag blundar, исполненная Перниллой Карлссон 22 мая 2012 года в Баку в первом полуфинале, не набрала достаточного количества голосов и не попала в финал конкурса песни «Евровидение-2012».

## Версии
1. «När jag blundar» (сингл) — 3:13[1];
2. «När jag blundar» (версия, исполнявшаяся на Евровидении) — 2:58[5];
3. «När jag blundar» (версия для караоке) — 2:59[6].